# Microlinyphia aethiopica
Microlinyphia aethiopica is een spinnensoort in de taxonomische indeling van de hangmatspinnen (Linyphiidae).
Het dier behoort tot het geslacht Microlinyphia. De wetenschappelijke naam van de soort werd voor het eerst geldig gepubliceerd in 1910 door Albert Tullgren.